# Airbus A321 MPA
Airbus A321 MPA (afkorting van 'Maritime Patrol Aircraft') is een voorstel van Airbus Defence and Space voor een maritieme surveillancevariant van de Airbus A321, bedoeld om te concurreren met de Boeing P-8 Poseidon.
Het A321 MPA-programma is het antwoord van Airbus Defense and Space op de groeiende mondiale vraag naar moderne maritieme patrouillevliegtuigen. De MPA is gebaseerd op het platform van het succesvolle lijnvliegtuig A321 en beschikt over geavanceerde missiesystemen, de mogelijkheid om torpedo's en antischeepsraketten af te vuren, en ultramoderne sensoren.
Het gebruik van de A321-romp zorgt voor een grotere brandstof- en laadcapaciteit in vergelijking met kleinere modellen zoals de Airbus C295 Persuader, waardoor het bereik aanzienlijk wordt vergroot. Terwijl de C295 Persuader een populaire keuze is voor maritieme patrouilles in landen met lagere eisen, wil de A321 MPA concurreren in de categorie vliegtuigen met een groter bereik en capaciteit, waar de Boeing P-8 Poseidon de afgelopen jaren de markt heeft gedomineerd. Airbus beweert dat de keuze voor de A321 logistieke en onderhoudsvoordelen biedt voor exploitanten die al vliegtuigen van de A320-familie gebruiken.
De Boeing P-8 Poseidon, gebaseerd op de Boeing 737, is momenteel de standaard voor maritieme patrouilles op lange afstand en wordt gebruikt door onder meer de Verenigde Staten, India en Australië. Airbus benadrukt echter dat de A321 MPA een moderner instrument, ontwerp, brandstofefficiëntie en lagere bedrijfskosten biedt. Aan de andere kant wordt de C295 Persuader ook door Airbus gepromoot als een economisch alternatief voor maritieme missies, hoewel hij vanwege zijn omvang over beperktere mogelijkheden beschikt. Dit heeft tot enige interne rivaliteit binnen Airbus geleid, aangezien de twee platforms zich op verschillende marktsegmenten richten.